# Гёргес, Юлия
Юлия Гёргес (нем. Julia Görges; родилась 2 ноября 1988 года в Бад-Ольдесло, ФРГ) — немецкая профессиональная теннисистка; финалистка одного турнира Большого шлема в миксте (Открытый чемпионат Франции-2014); полуфиналистка одного турнира Большого шлема в одиночном разряде (Уимблдон-2018); полуфиналистка двух турниров Большого шлема в парном разряде (Открытый чемпионат Австралии-2015, -2016); победительница 12 турниров WTA (семь — в одиночном разряде); финалистка Кубка Федерации (2014) в составе национальной сборной Германии.

## Общая информация
Юлия — младшая из двух дочерей Клауса и Инге Гёргесов; её сестру зовут Майке.
Гёргес начала играть в теннис в возрасте шести лет, когда родители привели её в теннисный клуб, в котором играли сами.
Немка играет в остро атакующем стиле, более качественные результаты обычно показывая на быстрых покрытиях.

## Спортивная карьера

### Начало карьеры
Карьера Гёргес в профессиональном теннисе началась в 2005 году. 16-летняя немка без особого успеха сыграла полтора десятка матчей. На следующий год к Юлии начинают приходить первые успехи: в августе она выходит в свой дебютный одиночный финал в Вальштедте и сходу одерживает победу. Следом был выигран аналогичный турнир низшего ранга в Билефельде. Стабильный год с множеством четверть- и полуфиналов позволяет немке совершить рывок в рейтинге в шесть сотен позиций и подняться в топ-500 одиночного рейтинга. В этом же году был добыт и первый парный финал — в июле Гёргес, вместе с соотечественницей Лидией Штайнбах выходят в финал турнира в Хорбе. Первый опыт оказывается неудачным, но уже в августе (всё на том же турнире в Вальштедте) Юлия выигрывает свой первый титул.
В 2007 году немка впервые заявляет о себе как о потенциальном игроке первой сотни одиночного рейтинга WTA: на мартовском турнире в Дохе Юлия более чем уверенно проходит квалификацию (обыграв 99-ю ракетку мира Елену Костанич-Тошич). Затем добивается своей первой победы в основных сетках подобных турниров (обыграв сильную венгерскую юниорку Агнеш Савай). Во втором круге Гёргес пробует свои возможности против тогдашней 5-й ракетки мира Светланы Кузнецовой и почти сет борется с более опытной соперницей на равных. В дальнейшем Гёргес сосредотачивается на турнирах цикла ITF и к середине июля набирает там достаточно рейтинговых баллов, чтобы в августе впервые дебютировать в квалификации взрослого турнира Большого шлема. Причём немка ещё до прилёта в Америку, на разминочном турнире в Стокгольме, показывает уровень своих притязаний, пробившись из квалификации в полуфинал соревнований (обыграв по пути трёх игроков топ-100).
На самом Открытом чемпионате США Гёргес уверенно пробивается сквозь сито отбора, но волею жребия попадает в первом круге на тогдашнюю первую ракетку мира Жюстин Энен. Матч дерзкой дебютантки и явного лидера женского тура завершился уверенной победой бельгийки — 6:0 6:3. До конца года Гёргес не добивается каких-либо значимых достижений и больше работает на свой рейтинг, который к концу года достигает 131-й строчки в мире. Постоянное чередование турниров ITF и WTA плохо сказывалось на парных достижениях, но даже и в такой ситуации Гёргес смогла выиграть два титула, причём на пути ко второму из них — в Исманинге — были повержены будущие чемпионки турнира Большого шлема Луция Градецкая и Андреа Главачкова.

### 2008—2010 (попадание в топ-50 и первый титул WTA)
Сезон-2008 в одиночном разряде прошёл в постепенном привыкании к стабильно более высокому уровню соперниц. Серия стабильных результатов на отрезке между Открытым чемпионатом Австралии и Уимблдоном (пиковыми результатами были четвертьфиналы в Мемфисе и Риме, а также полуфинал турнира из цикла ITF в Кань-сюр-Мере) позволяет немке к британскому турниру Большого шлема вплотную приблизиться к сотне ведущих одиночниц мира. На самих соревнованиях Гёргес одерживают свою первую победу в основных сетках турниров этой серии, переборов в затяжной концовке матча 24-ю ракетку мира Катарину Среботник — 16:14. Спустя несколько недель немка повторяет это достижение на другом покрытие — обыграв словенку на хардовых кортах соревнований в Портороже (где затем добирается до полуфинала). Дальнейший отрезок сезона прошёл без особых успехов, но четвертьфинал и пара полуфиналов на соревнованиях ITF позволяют закрепить свои позиции на подходах к первой сотне одиночного рейтинга. В парных соревнованиях того сезона немка почти отказалась от игр на мелких турнирах. Постепенно набираясь опыта в играх с более квалифицированными соперницами, Юлия к концу года смогла улучшить своё лучшее достижение в этом разряде, выйдя в финал соревнований в Исманинге.

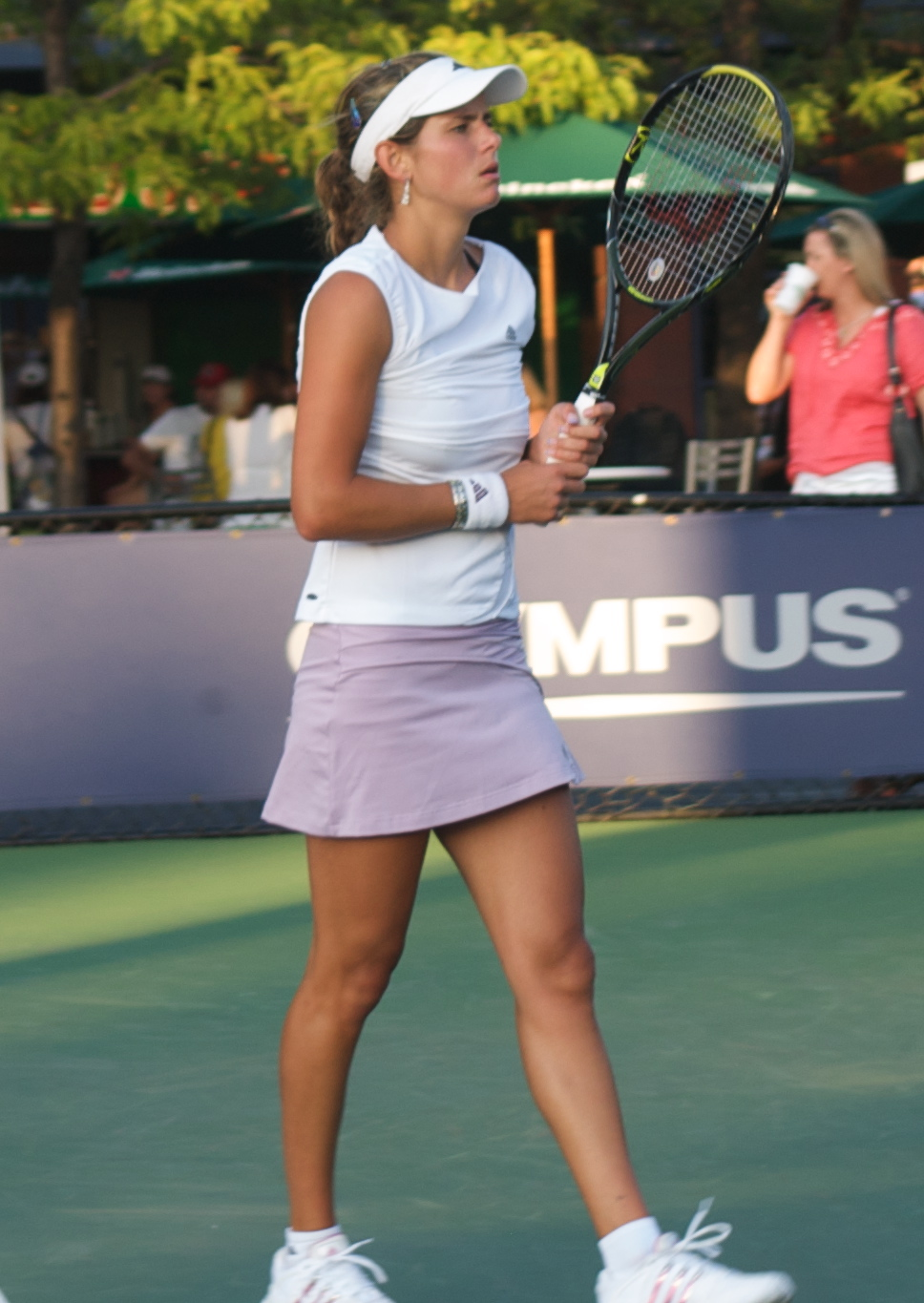
Гёргес на Открытом чемпионате США 2008 года.

В сезоне-2009 Гёргес продолжает постепенно подниматься по рейтинговым ступеням. Весной, добравшись до полуфиналов соревнований в Кань-сюр-Мере и Бухаресте, Юлия становится 87-й ракеткой мира. В начале июля немке покоряется новый рубеж — Юлия впервые побеждает на 100-тысячнике ITF: в Биаррице. В дальнейшем уроженка Бад-Ольдесло отметилась в полуфиналах Бронкса и Квебека. Набранных по итогам сезона очков хватает чтобы занять 76-ю строчку одиночного рейтинга. Парная часть сезона также была весьма неплоха: в сотрудничестве с Патти Шнидер немка дошла до полуфинала февральского турнира в Париже; затем немка провела несколько весьма успешных турниров с австриячкой Сандрой Клеменшиц (с ней удалось дойти до двух финалов 100-тысячников). Наконец летом Юлия провела подряд две самые успешные своей карьеры на тот момент — на соревнованиях WTA в Портороже и Стамбуле немка дважды доходит до финала (причём разными партнёршами) и взяла свой дебютный титул на этом уровне. На финише календарного года Гёргес, в паре с грузинкой Оксаной Калашниковой, побеждает на 75-тысячнике ITF в ОАЭ. Всех достижений этого года хватает на 68-ю строчку в парном рейтинге.
В сезоне-2010 немка продолжила улучшать свои результаты. Старт сезона в одиночном разряде прошёл без особых успехов. Лишь раз за это время немка выиграла в рамках турнира более одного матча. Также Гёргес поспособствовала поражению своей национальной команды в Кубке Федерации, проиграв свой одиночный матч. Многое изменилось в июле: второй раз подряд победив на турнире в Биаррице Юлия обрела нужную уверенность и следом дошла до полуфинала турнира WTA в Палермо и выиграла аналогичное соревнование в Бадгастайне. Эти результаты позволяют немке к началу хардового сезона оказаться в числе пятидесяти сильнейших теннисисток мира. Осенью, на пути к четвертьфиналу турнира серии Премьер 5 в Токио, Юлия с 9-й попытки побеждает игрока первой десятки мирового рейтинга (обыграна тогдашняя седьмая ракетка мира Саманта Стосур). Позже Гёргес отмечается ещё в двух четвертьфиналах (в Линце и Дубае) и выходит в финал соревнований в Люксембурге (лишь во второй раз для себя на турнирах в зале). По итогам года фамилия немки значилась на 40-й строчке одиночного рейтинга.
Первая половина года в парных соревнованиях выдалась куда результативней: вместе с Джилл Крейбас Гёргес доходит до двух полуфиналов соревнований WTA (в Паттайе и Страсбурге); а вместе с Агнеш Савай — до четвертьфинала Уимблдона. Результаты чуть улучшились в июле-августе: на четырёх турнирах немка ни разу не проигрывает раньше полуфинала и берёт два титула. На завершавшем этот отрезок сезона Открытом чемпионате США Юлия, в паре с соотечественницей Анной-Леной Грёнефельд, выходит в третий круг, где уступает австрало-зимбабвийской паре Анастасия Родионова / Кара Блэк. Осенью немка записывает на свой счёт ещё два выигранных титула: вместе со словенкой Полоной Херцог выигран турнир в Сеуле, а вместе с чешкой Владимирой Углиржовой — соревнования в Дубае. По итогам сезона Юлия 36-я в парном рейтинге.

### 2011—2013 (попадание в топ-20)

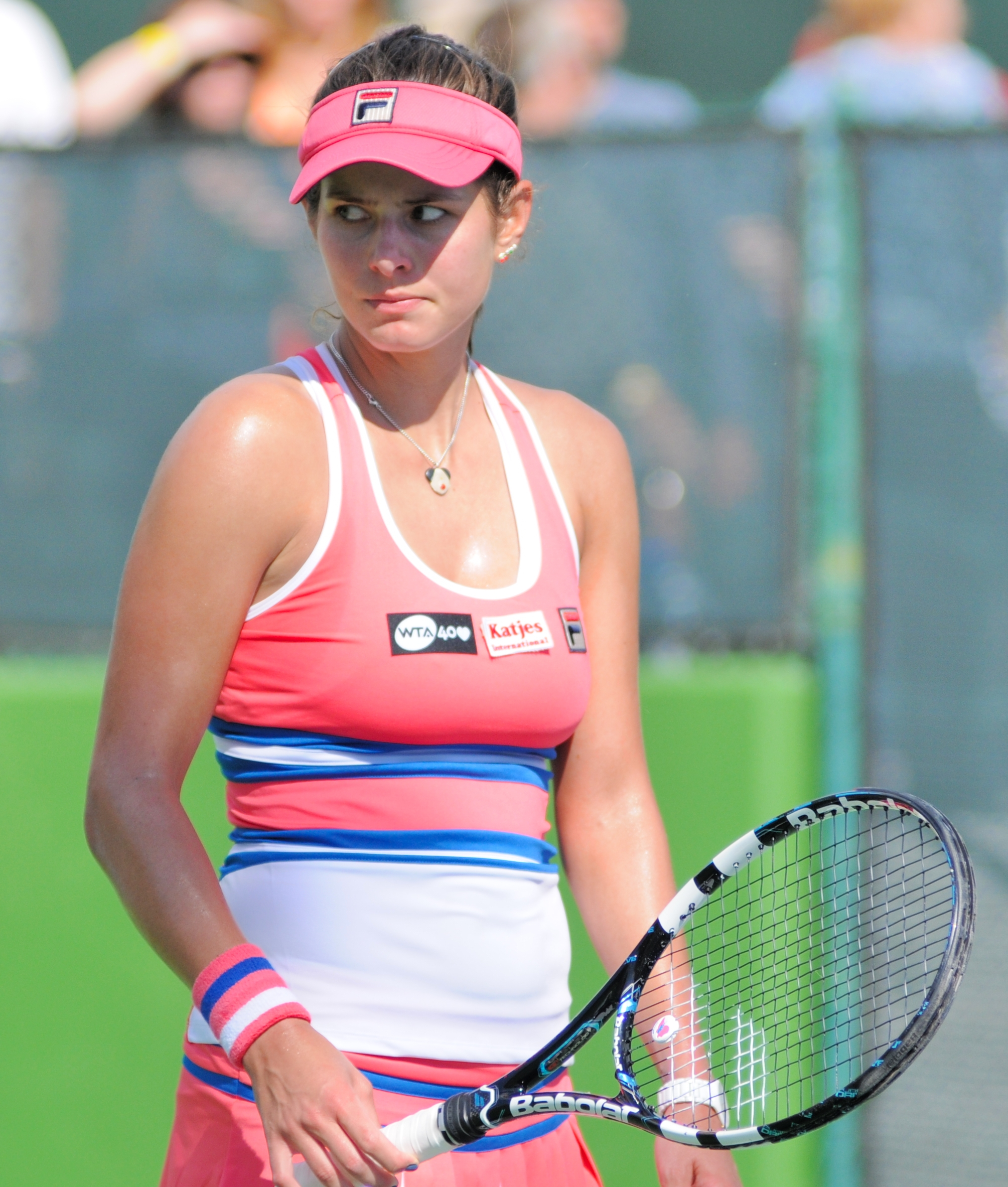
Гёргес на турнире в Индиан-Уэллсе в 2013 году

На старте нового сезона Юлия продолжает серию неплохих результатов: отмечаясь в полуфинале Окленда и выйдя в третий круг Открытого чемпионата Австралии. Следом немка помогает своей национальной сборной пробиться в следующий раунд Кубка Федерации, принеся одну победу в одиночном разряде. Следующие успехи приходят к Гёргес лишь в апреле — с началом грунтового сезона. Юлия доходит до четвертьфинала в Чарлстоне, участвует в крупной победе национальной сборной в матче кубка Федерации против американок. Далее Юлия и вовсе заявляет о себе как о потенциальном лидере мирового тенниса — обыграв на соревнованиях в Штутгарте трёх игроков топ-10 (в том числе тогдашнюю первую ракетку мира Каролину Возняцки), немка завоёвывает свой первый титул премьер-категории. Успех развивается и дальше: Гёргес выходит в полуфинал супертурнира в Мадриде, а затем отмечается в третьих кругах на Ролан Гаррос и Уимблдоне (уступив также проводящим неплохой отрезок сезон Марион Бартоли и Доминике Цибулковой).
Вторая половина лета принесла считанные победы в одиночном разряде и лишь с Открытого чемпионата США немка постепенно стала улучшать свои результаты. До конца года удаётся добыть несколько третьих и четвёртых кругов. В парных соревнованиях немка начала год с многоопытной американкой Лизой Реймонд. Опыт оказался неудачным, а главное достижение в этот период относится к турниру в Монтеррее, где Юлия дошла до полуфинала не с Лизой, а со словенкой Полоной Херцог. В дальнейшем, с ростом результатов в одиночном разряде, Юлия не забросила парный игру: так на Открытом чемпионате Франции немка, в паре с соотечественницей Андреей Петкович, дошла до третьего круга (обыграна сильная американская пара Маттек-Сандс/Шонесси), а позже — в июле — Юлия наконец выходит в свой первый парный финал сезона — в Бадгастайне. До конца сезона были добыты ещё несколько полуфиналов, а на соревнованиях в Линце Гёргес вновь сыграла в решающем матче.
В первой половине 2012 года Гёргес постепенно набирает игровую форму и, удачно сыграв сначала на Открытом чемпионате Австралии, а затем на турнирах в Париже и Дубае (в ОАЭ немка доходит до финала и в равном матче уступает Агнешке Радваньской) и поднимается на 16-ю строчку рейтинга. Дальнейший сезон складывается менее результативно: Юлия не задерживается на турнирах дольше третьего матча и постепенно падает в рейтинге, опустившись к середине июня на 25-ю строчку. В дальнейшем, добиваясь локальных побед на крупных соревнованиях, немка постепенно стабилизирует своё место в рейтинге, а осенью, выйдя в финал небольшого турнира в Линце, возвращается в топ-20. В парном разряде 2012-й год начинается с финала на соревнованиях в Окленде и четвертьфинала на турнире в Дохе. Позже, во время грунтового сезона, Гёргес играет в финале соревнований в Штутгарте и выигрывает турнир в Бадгастайне. В начале осени немка и чешка Квета Пешке доходят до четвертьфинала на Открытом чемпионате США, переиграв пятую пару посева — Кинг / Шведова, а уступив лишь будущим чемпионкам: Саре Эррани и Роберте Винчи. Осенью Юлия проводит несколько удачных турниров с другой чешкой — Барборой Заглавовой-Стрыцовой: девушки сначала выходят в четвертьфинал крупного турнира в Пекине, а затем играют в финале зального приза в Линце.
В 2013 году немка теряет и ту небольшую стабильность результатов, которую удалось обрести в конце предыдущего сезона: за первые семь месяцев она лишь дважды выигрывает в рамках одного турнира более одного матча (на Открытом чемпионате Австралии и в Чарлстоне), девять раз проиграв уже в первом же раунде. В рейтинге Гёргес постепенно откатывается в конец первой полусотни. Кризис игры в одиночном разряде отчасти компенсируется успехами в паре: в январе Юлия и Ярослава Шведова доходят до финала соревнований в Окленде, а в июне, вместе с вернувшейся после отбытия дисквалификации Барборой Заглавовой-Стрыцовой, немка выходит в четвертьфинал Уимблдона, попутно переиграв тогдашнюю первую пару мира — Эррани / Винчи. Следом, уже вместе с хорваткой Дарьей Юрак, Гёргес отмечается в финале приза в Станфорде. Позже вновь возобновляется сотрудничество с Заглавовой-Стрыцовой: на связке крупных турниров в Канаде и Цинциннати девушки добиваются четвертьфинала и полуфинала, ещё раз взяв верх над первым альянсом мира. К осени результаты во всех разрядах постепенно падают всё ниже.

### 2014—2016 (полуфиналы Большого шлема в женских парах и финал в миксте)

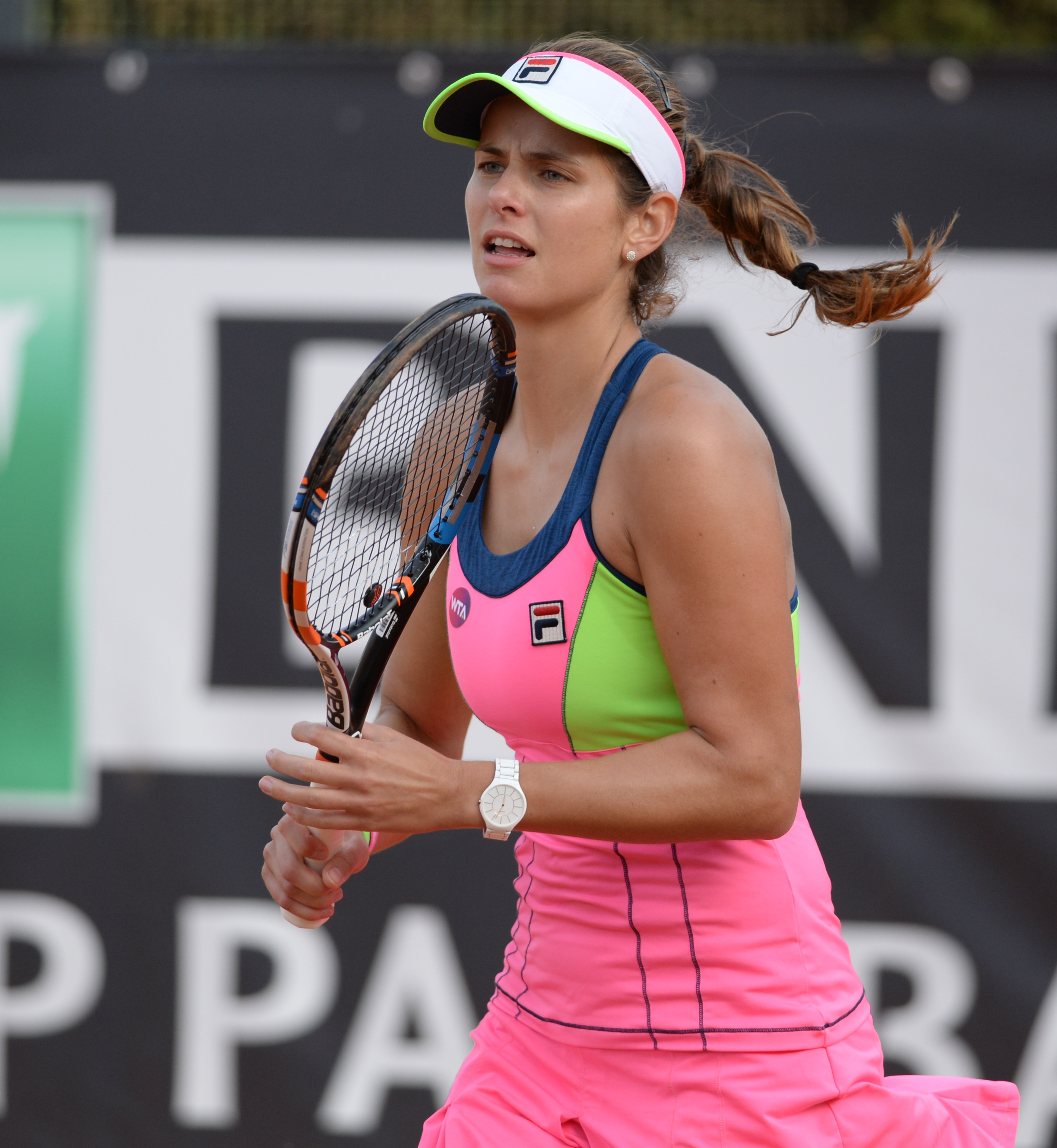
Гёргес в 2015 году

В 2014 году ситуация мало меняется, и календарь выступлений приходится всё больше перестраивать в пользу максимально слабых турниров: на одном из них — в Паттайе Юлия добирается до полуфинала. В паре в этом сезоне Гёргес объединяет усилия с соотечественницей Анной-Леной Грёнефельд; альянс время от времени показывает неплохие результаты — в мае немки добираются до полуфинала турнира в Риме; в июне играют в четвертьфинале Уимблдона. Малое число игр в одиночном и парном разрядах позволяет чаще играть микстовые соревнования на турнирах Большого шлема: на Открытом чемпионате Франции удаётся наладить неплохое взаимодействие с Ненадом Зимоничем — пара добирается до финала, где лишь на решающем тай-брейке уступает титул. В сентябре удаётся добыть ещё один одиночный полуфинал: в Квебеке.
Сезон-2015 в одиночном разряде также прошёл достаточно слабо и лишь два выхода в четвёртый круги на турнирах Большого шлема — в Австралии и Франции — удержали немку в топ-50 по итогам года. Парный сезон имел больше качественных пиков: в начале года, играя вместе с Анной-Леной Грёнефельд, Гёргес отметилась в полуфинале в Мельбурне и четвертьфинале в Дубае; позже были проведены несколько сравнительно успешных соревнований вместе с Сильвией Солер-Эспиносой и Каролиной Плишковой, но до первого за три года титула удалось добраться с иной партнёршей: вместе с Луцией Градецкой Юлия стала сильнейшей на турнире в Нью-Хейвене.
2016 год Гёргес начала с первого за последние четыре года финала турнира WTA в одиночном разряде. Она сыграла решающий матч в Окленде, в котором проиграла Слоан Стивенс — 5-7, 2-6. На Открытом чемпионате Австралии в команде с Каролиной Плишковой она прошла в полуфинал в женской паре. В марте пара Гёргес Плишкова сыграла в финале престижного турнира в Индиан-Уэллсе. В июле их дуэт смог доиграть до полуфинала Уимблдона, а в августе до той же стадии турнира в Цинциннати. Эти результаты позволили Гёргес подняться на самую высокую в карьере позицию в парном рейтинге — 12-е место. В одиночном разряде Гёргес в этот период отметилась выходами в полуфинал на небольших турнирах в Нюрнберге и Бостаде. Ещё одного полуфинала в сезоне немка достигла в октябре на зальном турнире в Москве. В конце сезона дуэт Гёргес и Плишкова отобрался на Итоговый парный турнир, но они проиграли в первом же матче.

### 2017—2020 (полуфинал Уимблдона, топ-10 и завершение карьеры)

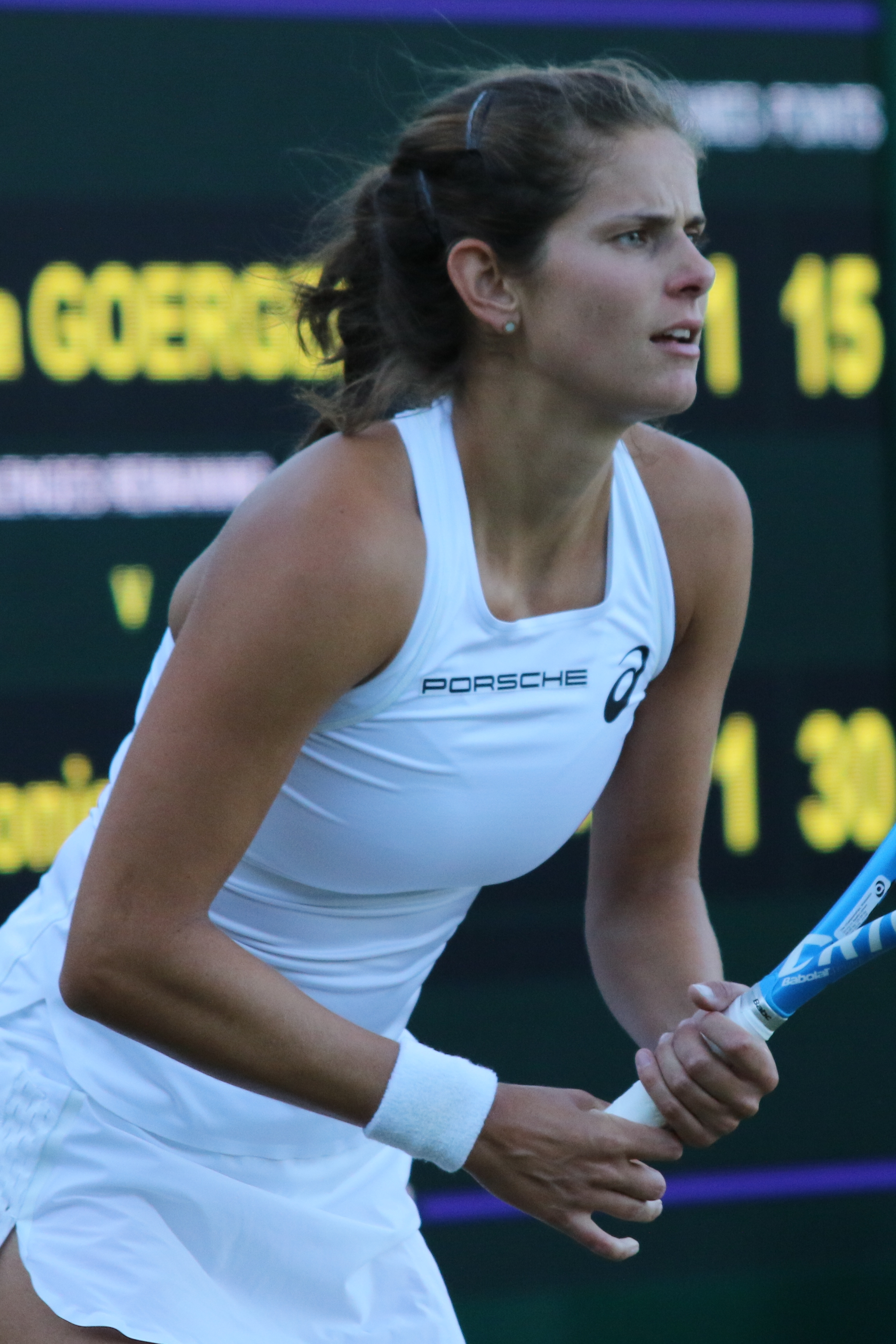
Гёргес на Уимблдонском турнире 2018 года

В 2017 и 2018 годах Гёргес провела самые сильные для себя сезоны в карьере. Сезон-2017 она начала с выхода в полуфинал в Окленде. В феврале она доиграла до 1/2 финала на аналогичном по статусу турнире в Будапеште. В июне немка вышла в первый финал в том сезоне, сыграв его на траве турнира на Мальорке, но проиграла в нём Анастасии Севастовой. В июле она вышла в финал в Бухаресте, где уступила местной теннисистке Ирине-Камелии Бегу. Третий финал в сезоне и третье поражение пришлось на августовский турнир на харде в Вашингтоне. На этот раз её обидчицей стала Екатерина Макарова — 6-3, 6-7(2), 0-6. На турнире серии Премьер 5 в Цинциннати Гёргес вышла в 1/4 финала и впервые за два года обыграла теннисисток из топ-10: в первом раунде № 10 Агнешку Радваньскую, а в третьем раунде № 4 Элину Свитолину.
На Открытом чемпионате США 2017 года она показала лучший свой результат для этого «мейджора», пройдя в четвёртый раунд. В октябре с четвёртой попытки в сезоне Гёргес смогла выиграть финальный матч. Она стала чемпионкой Премьер-турнира в Москве, разгромив в финале Дарью Касаткину со счётом 6-1, 6-2. Немка выиграла впервые за шесть лет одиночный титул WTA. Этот успех позволил ей подняться в топ-20 мирового рейтинга. В конце сезона Гёргес сыграла на малом итоговом турнире — Трофей элиты WTA. Ей удалось также выступить хорошо и выиграть ещё один трофей, переиграв по ходу турнира Магдалену Рыбарикову, Кристину Младенович, Анастасию Севастову и в финале Коко Вандевеге. Сезон-2017 Юлия закончила на 14-м месте в рейтинге.
2018 год Гёргес начала с победы на турнире WTA в Окленде. 6 января в финале обыграла третью ракетку мира Каролину Возняцки из Дании со счётом 6:4, 7:6(4). На Открытом чемпионате Австралии Юлия Гёргес, 12-я сеянная, неожиданно уступила во втором круге Ализе Корне. В начале февраля на зальном турнире в Санкт-Петербурге немка дошла до полуфинала, где проиграла Петре Квитовой из Чехии. После этого результата немецкая теннисистка впервые в карьере вошла в топ-10 женского одиночного рейтинга. Через две недели Гёргес смогла пройти в четвертьфинал турнира серии Премьер 5 в Дохе.
В апреле 2018 года Гёргес смогла выйти в финал Премеьр-турнира в Чарлстоне, в котором проиграла Кики Бертенс — 2-6, 1-6. Это было её лучшее выступление в грунтовой части сезона. Следующего заметного результата Юлия добилась на главном турнире на траве — Уимблдоне. На нём она впервые в карьере смогла добраться до полуфинала Большого шлема в одиночном разряде. 20 августа немецкая теннисистка добилась наивысшего в карьере места в одиночном рейтинге, когда поднялась на 9-ю строчку. Перед Открытым чемпионатом США ей удалось выйти в полуфинал турнира в Нью-Хейвене. В октябре Гёргес победила на турнире в Люксембурге, в финале которого переиграла Белинду Бенчич со счётом 6-4, 7-5. В конце сезона она второй год подряд сыграла на турнире Трофей элиты WTA и вышла на нём в полуфинал. Второй год подряд Итоговым рейтингом Юлии стала 14-я позиция.
В январе 2019 года на турнире в Окленде Юлия сумела второй год подряд стать победительницей. В решающем матче ей противостояла канадская теннисистка Бьянка Андрееску. Матч завершился победой Юлии в трёх сетах. Титул в Окленде стал для неё последним в профессиональной карьере. Следующую часть сезона она провела нестабильно и до лета лишь один раз сыграла в четвертьфинале (в феврале на турнире в Дохе). В июне Гёргес смогла выйти в финал турнира на траве в Бирмингеме. В нём она проиграла в двух сетах австралийке Эшли Барти. На Уимблдоне она доиграла до третьего раунда. На Открытом чемпионате США Гёргес смогла выйти в четвёртый раунд, обыграв для этого № 7 в мире на тот момент Кики Бертенс. В борьбе за 1/4 финала она проиграла хорватке Донне Векич в трёх сетах. В октябре Гёргес остановилась в шаге от защиты титула на турнире в Люксембурге. В финале она проиграла Елене Остапенко.
На старте сезона 2020 года Гёргес вышла в четвертьфинал турнира в Окленде. На Открытом чемпионате Австралии она доиграла до третьего раунда. Осенью Юлия сыграла последний для себя турнир. На кортах Ролан Гаррос она во втором раунде проиграла соотечественнице Лауре Зигемунд. 21 октября 2020 года Юлия Гёргес официально объявила о завершении профессиональной карьеры.

## Итоговое место в рейтинге WTA по годам
| Год  | Одиночный рейтинг | Парный рейтинг |
| 2019 | 28                | 126            |
| 2018 | 14                | 299            |
| 2017 | 14                | 82             |
| 2016 | 54                | 16             |
| 2015 | 50                | 24             |
| 2014 | 75                | 40             |
| 2013 | 73                | 27             |
| 2012 | 18                | 21             |
| 2011 | 21                | 40             |
| 2010 | 40                | 36             |
| 2009 | 78                | 68             |
| 2008 | 102               | 266            |
| 2007 | 131               | 366            |
| 2006 | 425               | 569            |
| 2005 | 1 118             |                |

## Выступления на турнирах

### Финалы Итоговых турнировWTAв одиночном разряде (1)

#### Победы (1)
| №  | Год  | Турнир           | Покрытие   | Соперница в финале | Счёт    |
| 1. | 2017 | Трофей элиты WTA | Хард (зал) | Коко Вандевеге     | 7-5 6-1 |

### Финалы турнировWTAв одиночном разряде (17)

#### Победы (7)
| Легенда:                    |
| --------------------------- |
| Турниры Большого шлема (0)* |
| Олимпиада (0)               |
| Трофей элиты WTA (1)        |
| Premier Mandatory (0)       |
| Premier 5 (0)               |
| Premier (2+1)               |
| International (4+4)         |

| Титулы по покрытиям | Титулы по месту проведения матчей турнира |
| ------------------- | ----------------------------------------- |
| Хард (5+4)*         | Зал (4+1)                                 |
| Грунт (2+1)         | Зал (4+1)                                 |
| Трава (0)           | Открытый воздух (3+4)                     |
| Ковёр (0)           | Открытый воздух (3+4)                     |

* количество побед в одиночном разряде + количество побед в парном разряде.
| №  | Дата            | Турнир                     | Покрытие    | Соперница в финале | Счёт        |
| 1. | 25 июля 2010    | Бадгастайн, Австрия        | Грунт       | Тимея Бачински     | 6-1 6-4     |
| 2. | 24 апреля 2011  | Штутгарт, Германия         | Грунт (зал) | Каролина Возняцки  | 7-6(3) 6-3  |
| 3. | 21 октября 2017 | Москва, Россия             | Хард (зал)  | Дарья Касаткина    | 6-1 6-2     |
| 4. | 5 ноября 2017   | Трофей элиты WTA           | Хард (зал)  | Коко Вандевеге     | 7-5 6-1     |
| 5. | 7 января 2018   | Окленд, Новая Зеландия     | Хард        | Каролина Возняцки  | 6-4 7-6(4)  |
| 6. | 20 октября 2018 | Люксембург                 | Хард (зал)  | Белинда Бенчич     | 6-4 7-5     |
| 7. | 6 января 2019   | Окленд, Новая Зеландия (2) | Хард        | Бьянка Андрееску   | 2-6 7-5 6-1 |

#### Поражения (10)
| №   | Дата            | Турнир                    | Покрытие   | Соперница в финале  | Счёт           |
| 1.  | 24 октября 2010 | Люксембург                | Хард (зал) | Роберта Винчи       | 3-6 4-6        |
| 2.  | 25 февраля 2012 | Дубай, ОАЭ                | Хард       | Агнешка Радваньская | 5-7 4-6        |
| 3.  | 14 октября 2012 | Линц, Австрия             | Хард (зал) | Виктория Азаренко   | 3-6 4-6        |
| 4.  | 9 января 2016   | Окленд, Новая Зеландия    | Хард       | Слоан Стивенс       | 5-7 2-6        |
| 5.  | 25 июня 2017    | Мальорка, Испания         | Трава      | Анастасия Севастова | 4-6 6-3 3-6    |
| 6.  | 23 июля 2017    | Бухарест, Румыния         | Грунт      | Ирина-Камелия Бегу  | 3-6 5-7        |
| 7.  | 6 августа 2017  | Вашингтон, США            | Хард       | Екатерина Макарова  | 6-3 6-7(2) 0-6 |
| 8.  | 8 апреля 2018   | Чарлстон, США             | Грунт      | Кики Бертенс        | 2-6 1-6        |
| 9.  | 23 июня 2019    | Бирмингем, Великобритания | Трава      | Эшли Барти          | 3-6 5-7        |
| 10. | 20 октября 2019 | Люксембург                | Хард (зал) | Елена Остапенко     | 4-6 1-6        |

### Финалы турнировITFв одиночном разряде (8)

#### Победы (6)
| Легенда:           |
| ------------------ |
| 100.000 USD (2+1)* |
| 75.000 USD (0+2)   |
| 50.000 USD (0)     |
| 25.000 USD (2+2)   |
| 10.000 USD (2+1)   |

| Титулы по покрытиям | Титулы по месту проведения матчей турнира |
| ------------------- | ----------------------------------------- |
| Хард (0+2)*         | Зал (0+1)                                 |
| Грунт (6+3)         | Зал (0+1)                                 |
| Трава (0)           | Открытый воздух (6+5)                     |
| Ковёр (0+1)         | Открытый воздух (6+5)                     |

* количество побед в одиночном разряде + количество побед в парном разряде.
| №  | Дата            | Турнир              | Покрытие | Соперница в финале  | Счёт        |
| 1. | 20 августа 2006 | Вальштедт, Германия | Грунт    | Мария Гезненге      | 6-3 6-2     |
| 2. | 27 августа 2006 | Билефельд, Германия | Грунт    | Андреа Сивеке       | 6-4 4-6 6-3 |
| 3. | 19 мая 2007     | Анталья, Турция     | Грунт    | Катрин Вёрле        | 7-6(5) 6-4  |
| 4. | 1 июля 2007     | Бухарест, Румыния   | Грунт    | Дия Евтимова        | 6-0 6-1     |
| 5. | 12 июля 2009    | Биарриц, Франция    | Грунт    | Екатерина Деголевич | 7-5 6-0     |
| 6. | 10 июля 2010    | Биарриц, Франция    | Грунт    | Софи Фергюсон       | 6-2 6-2     |

#### Поражения (2)
| №  | Дата          | Турнир              | Покрытие    | Соперница в финале | Счёт            |
| 1. | 5 ноября 2006 | Эрдинг, Германия    | Ковёр (зал) | Кармен Клашка      | 4-6 0-1 — отказ |
| 2. | 15 июля 2007  | Дармштадт, Германия | Грунт       | Штефани Герляйн    | 0-6 5-7         |

### Финалы турнировWTAв парном разряде (16)

#### Победы (5)
| №  | Дата             | Турнир              | Покрытие   | Партнёрша            | Соперницы в финале                 | Счёт              |
| 1. | 25 июля 2009     | Порторож, Словения  | Хард       | Владимира Углиржова  | Клара Закопалова Камиль Пен        | 6-4 6-2           |
| 2. | 7 августа 2010   | Копенгаген, Дания   | Хард (зал) | Анна-Лена Грёнефельд | Виталия Дьяченко Татьяна Пучек     | 6-4 6-4           |
| 3. | 26 сентября 2010 | Сеул, Южная Корея   | Хард       | Полона Херцог        | Натали Грандин Владимира Углиржова | 6-3 6-4           |
| 4. | 17 июня 2012     | Бадгастайн, Австрия | Грунт      | Джилл Крейбас        | Анна-Лена Грёнефельд Петра Мартич  | 6-7(4) 6-4 [11-9] |
| 5. | 29 августа 2015  | Нью-Хейвен, США     | Хард       | Луция Градецкая      | Лян Чэнь Чжуан Цзяжун              | 6-3 6-1           |

#### Поражения (11)
| №   | Дата             | Турнир                     | Покрытие    | Партнёрша                  | Соперницы в финале                        | Счёт              |
| 1.  | 2 августа 2009   | Стамбул, Турция            | Хард        | Патти Шнидер               | Рената Ворачова Луция Градецкая           | 6-2 3-6 [10-12]   |
| 2.  | 17 июля 2010     | Палермо, Италия            | Грунт       | Джилл Крейбас              | Альберта Брианти Сара Эррани              | 4-6 1-6           |
| 3.  | 17 июля 2011     | Бадгастайн, Австрия        | Грунт       | Ярмила Гайдошова           | Ева Бирнерова Луция Градецкая             | 6-4 2-6 [10-12]   |
| 4.  | 16 октября 2011  | Линц, Австрия              | Хард (зал)  | Анна-Лена Грёнефельд       | Елена Веснина Марина Эракович             | 5-7 1-6           |
| 5.  | 7 января 2012    | Окленд, Новая Зеландия     | Хард        | Флавия Пеннетта            | Андреа Главачкова Луция Градецкая         | 7-6(2) 2-6 [7-10] |
| 6.  | 29 апреля 2012   | Штутгарт, Германия         | Грунт (зал) | Анна-Лена Грёнефельд       | Ивета Бенешова Барбора Заглавова-Стрыцова | 4-6 5-7           |
| 7.  | 14 октября 2012  | Линц, Австрия (2)          | Хард (зал)  | Барбора Заглавова-Стрыцова | Анна-Лена Грёнефельд Квета Пешке          | 3-6 4-6           |
| 8.  | 5 января 2013    | Окленд, Новая Зеландия (2) | Хард        | Ярослава Шведова           | Кара Блэк Анастасия Родионова             | 6-2 2-6 [5-10]    |
| 9.  | 29 июля 2013     | Станфорд, США              | Хард        | Дарья Юрак                 | Ракель Копс-Джонс Абигейл Спирс           | 2-6 6-7(4)        |
| 10. | 14 сентября 2014 | Квебек, Канада             | Ковёр (зал) | Андреа Главачкова          | Луция Градецкая Мирьяна Лучич-Барони      | 3-6 6-7(8)        |
| 11. | 20 марта 2016    | Индиан-Уэллс, США          | Хард        | Каролина Плишкова          | Коко Вандевеге Бетани Маттек-Сандс        | 6-4 4-6 [6-10]    |

### Финалы турнировITFв парном разряде (10)

#### Победы (6)
| №  | Дата            | Турнир              | Покрытие    | Партнёрша          | Соперницы в финале                    | Счёт           |
| 1. | 20 августа 2006 | Вальштедт, Германия | Грунт       | Лаура Зигемунд     | Неда Козич Ралука Чулей               | 6-1 6-3        |
| 2. | 1 июля 2007     | Бухарест, Румыния   | Грунт       | Воислава Лукич     | Лаура-Йоана Андрей Мэдэлина Гожня     | 6-2 6-4        |
| 3. | 11 ноября 2007  | Исманинг, Германия  | Ковёр (зал) | Кристина Барруа    | Андреа Главачкова Луция Градецкая     | 2-6 6-2 [10-7] |
| 4. | 18 декабря 2009 | Дубай, ОАЭ          | Хард        | Оксана Калашникова | Рената Ворачова Владимира Углиржова   | 4-6 6-2 [10-8] |
| 5. | 10 июля 2010    | Биарриц, Франция    | Грунт       | Шэрон Фичмен       | Лурдес Домингес Лино Моника Никулеску | 7-5 6-4        |
| 6. | 17 декабря 2010 | Дубай, ОАЭ          | Хард        | Петра Мартич       | Саня Мирза Владимира Углиржова        | 6-4 7-6(7)     |

#### Поражения (4)
| №  | Дата           | Турнир                    | Покрытие    | Партнёрша        | Соперницы в финале              | Счёт            |
| 1. | 30 июля 2006   | Хорб-на-Неккаре, Германия | Грунт       | Лидия Штайнбах   | Йосипа Бек Дия Евтимова         | 6-3 3-6 3-6     |
| 2. | 9 ноября 2008  | Исманинг, Германия        | Ковёр (зал) | Лаура Зигемунд   | Оксана Любцова Ксения Первак    | 2-6 6-4 [7-10]  |
| 3. | 10 апреля 2009 | Торхаут, Бельгия          | Хард (зал)  | Сандра Клеменшиц | Янина Викмайер Михаэлла Крайчек | 4-6 0-6         |
| 4. | 9 мая 2009     | Бухарест, Румыния         | Грунт       | Сандра Клеменшиц | Ирина-Камелия Бегу Симона Халеп | 6-2 0-6 [10-12] |

### Финалы турниров Большого шлема в смешанном парном разряде (1)

#### Поражения (1)
| №  | Год  | Турнир                     | Покрытие | Партнёр       | Соперники в финале                    | Счёт           |
| 1. | 2014 | Открытый чемпионат Франции | Грунт    | Ненад Зимонич | Анна-Лена Грёнефельд Жан-Жюльен Ройер | 6-4 2-6 [7-10] |

### Финалы командных турниров (1)

#### Поражения (1)
| №  | Год  | Турнир          | Команда                                               | Соперник в финале                                           | Счёт |
| 1. | 2014 | Кубок Федерации | Германия А. Петкович, А. Кербер, С. Лисицки, Ю.Гёргес | Чехия П. Квитова, Л. Шафаржова, А. Главачкова, Л. Градецкая | 1-3  |

## История выступлений на турнирах
| Турнир                       | 2007          | 2008          | 2009          | 2010          | 2011          | 2012  | 2013          | 2014          | 2015          | 2016  | 2017          | 2018          | 2019          | 2020          | Итог   | В/П за карьеру |
| ---------------------------- | ------------- | ------------- | ------------- | ------------- | ------------- | ----- | ------------- | ------------- | ------------- | ----- | ------------- | ------------- | ------------- | ------------- | ------ | -------------- |
| Турниры Большого шлема       |               |               |               |               |               |       |               |               |               |       |               |               |               |               |        |                |
| Открытый чемпионат Австралии | -             | К             | 1Р            | 2Р            | 3Р            | 4Р    | 4Р            | 2Р            | 4Р            | 2Р    | 2Р            | 2Р            | 1Р            | 3Р            | 0 / 12 | 18-12          |
| Открытый чемпионат Франции   | -             | К             | 1Р            | 2Р            | 3Р            | 3Р    | 1Р            | 2Р            | 4Р            | 2Р    | 1Р            | 3Р            | 1Р            | 2Р            | 0 / 12 | 13-12          |
| Уимблдонский турнир          | -             | 2Р            | 1Р            | 1Р            | 3Р            | 3Р    | 1Р            | 1Р            | 1Р            | 1Р    | 1Р            | 1/2           | 3Р            | НП            | 0 / 12 | 12-12          |
| Открытый чемпионат США       | 1Р            | 1Р            | 1Р            | 2Р            | 3Р            | 1Р    | 1Р            | 1Р            | 1Р            | 2Р    | 4Р            | 2Р            | 4Р            | -             | 0 / 13 | 11-13          |
| Итог                         | 0 / 1         | 0 / 2         | 0 / 4         | 0 / 4         | 0 / 4         | 0 / 4 | 0 / 4         | 0 / 4         | 0 / 4         | 0 / 4 | 0 / 4         | 0 / 4         | 0 / 4         | 0 / 2         | 0 / 49 |                |
| В/П в сезоне                 | 0-1           | 1-2           | 0-4           | 3-4           | 8-4           | 7-4   | 3-4           | 2-4           | 6-4           | 3-4   | 4-4           | 9-4           | 5-4           | 3-2           |        | 54-49          |
| Олимпийские игры             |               |               |               |               |               |       |               |               |               |       |               |               |               |               |        |                |
| Летняя олимпиада             | НП            | -             | Не проводился | Не проводился | Не проводился | 3Р    | Не проводился | Не проводился | Не проводился | -     | Не проводился | Не проводился | Не проводился | Не проводился | 0 / 1  | 2-1            |
| Итоговые турниры             |               |               |               |               |               |       |               |               |               |       |               |               |               |               |        |                |
| Трофей элиты                 | Не проводился | Не проводился | -             | -             | -             | -     | -             | -             | -             | -     | П             | 1/2           | -             | НП            | 1 / 2  | 5-2            |

К — проигрыш в квалификационном турнире.
| Турнир                       | 2008  | 2009          | 2010          | 2011          | 2012  | 2013          | 2014          | 2015          | 2016  | 2017          | 2019          | 2020          | Итог   | В/П за карьеру |
| ---------------------------- | ----- | ------------- | ------------- | ------------- | ----- | ------------- | ------------- | ------------- | ----- | ------------- | ------------- | ------------- | ------ | -------------- |
| Турниры Большого шлема       |       |               |               |               |       |               |               |               |       |               |               |               |        |                |
| Открытый чемпионат Австралии | -     | -             | 1Р            | 3Р            | 2Р    | 2Р            | 2Р            | 1/2           | 1/2   | 1Р            | -             | 2Р            | 0 / 9  | 14-9           |
| Открытый чемпионат Франции   | -     | -             | 2Р            | 3Р            | 1Р    | -             | 1Р            | 1Р            | 3Р    | -             | -             | -             | 0 / 6  | 5-6            |
| Уимблдонский турнир          | К     | -             | 1/4           | 1Р            | 1Р    | 1/4           | 1/4           | 1Р            | 1/2   | 3Р            | -             | НП            | 0 / 9  | 15-9           |
| Открытый чемпионат США       | -     | 1Р            | 3Р            | 2Р            | 1/4   | 2Р            | 1Р            | 1Р            | 3Р    | 1Р            | 1Р            | -             | 0 / 10 | 9-10           |
| Итог                         | 0 / 0 | 0 / 1         | 0 / 4         | 0 / 4         | 0 / 4 | 0 / 3         | 0 / 4         | 0 / 4         | 0 / 4 | 0 / 3         | 0 / 1         | 0 / 1         | 0 / 33 |                |
| В/П в сезоне                 | 0-0   | 0-1           | 6-4           | 5-4           | 4-4   | 5-3           | 4-4           | 4-4           | 12-4  | 2-3           | 0-1           | 1-1           |        | 43-33          |
| Олимпийские игры             |       |               |               |               |       |               |               |               |       |               |               |               |        |                |
| Летняя олимпиада             | -     | Не проводился | Не проводился | Не проводился | 2Р    | Не проводился | Не проводился | Не проводился | -     | Не проводился | Не проводился | Не проводился | 0 / 1  | 1-1            |
| Итоговые турниры             |       |               |               |               |       |               |               |               |       |               |               |               |        |                |
| Итоговый турнир WTA          | -     | -             | -             | -             | -     | -             | -             | -             | 1/4   | -             | -             | НП            | 0 / 1  | 0-1            |

| Турнир                       | 2010  | 2012  | 2013  | 2014  | 2015  | Итог  | В/П за карьеру |
| ---------------------------- | ----- | ----- | ----- | ----- | ----- | ----- | -------------- |
| Турниры Большого шлема       |       |       |       |       |       |       |                |
| Открытый чемпионат Австралии | -     | -     | -     | 1/4   | -     | 0 / 1 | 5-5            |
| Открытый чемпионат Франции   | -     | -     | -     | Ф     | -     | 0 / 1 | 4-1            |
| Уимблдонский турнир          | 1Р    | 1/4   | 2Р    | -     | -     | 0 / 3 | 3-3            |
| Открытый чемпионат США       | -     | 1Р    | 1Р    | 1Р    | 2Р    | 0 / 4 | 1-4            |
| Итог                         | 0 / 1 | 0 / 2 | 0 / 2 | 0 / 3 | 0 / 1 | 0 / 9 |                |
| В/П в сезоне                 | 0-1   | 2-2   | 1-2   | 6-3   | 1-1   |       | 10-9           |